# Sport Club Marsala 1959-1960
Questa pagina raccoglie le informazioni riguardanti lo Sport Club Marsala nelle competizioni ufficiali della stagione 1959-1960.

## Divise
I colori sociali dello Sport Club Marsala sono l'azzurro ed il bianco.
| Casa | Trasferta |

## Rosa
| N. |                   | Ruolo | Calciatore            |
| -- | ----------------- | ----- | --------------------- |
|    | Italia (bandiera) | D     | Gianni Albertini      |
|    | Italia (bandiera) | D     | Giancarlo Crivellente |
|    | Italia (bandiera) | D     | Luigi Cumin           |
|    | Italia (bandiera) | C     | Sergio De Corte       |
|    | Italia (bandiera) | C     | Angelo Frigo          |
|    | Italia (bandiera) | A     | Mario Gerardi         |
|    | Italia (bandiera) | P     | Manlio Grandi         |
|    | Italia (bandiera) | C     | Walter Guerra         |
|    | Italia (bandiera) | C     | Giovanni Marin        |
|    | Italia (bandiera) | A     | Salvatore Mercuri     |

| N. |                   | Ruolo | Calciatore      |
| -- | ----------------- | ----- | --------------- |
|    | Italia (bandiera) | A     | Enrico Minto    |
|    | Italia (bandiera) | A     | Livio Noè       |
|    | Italia (bandiera) | A     | Bruno Orzan     |
|    | Italia (bandiera) |       | Paladino        |
|    | Italia (bandiera) | C     | Marino Panzani  |
|    | Italia (bandiera) | A     | Corrado Perli   |
|    | Italia (bandiera) | D     | Gianni Strada   |
|    | Italia (bandiera) | P     | Remigio Trulla  |
|    | Italia (bandiera) | C     | Giuseppe Zambon |